# یقین
مانند آگاهی، یقین یک خاصیت معرفتی باورها است. اگرچه بعضی از فلاسفه چنین پنداشته‌اند که تفاوتی میان یقین و آگاهی وجود ندارد، به تدریج تفاوت‌نهادن میان این‌دو معمول‌تر می‌گردد. بر اساس این برداشت، یقین یا بالاترین مرتبه آگاهی یا تنها خاصیت معرفتی بالاتر از آگاهی است. یکی از انگیزه‌های اصلی در استعمال آگاهی‌هایی در سطوح پایین‌تر از یقین این استدلال‌های شکاکانه هستند که با موفقیت نشان می‌دهند ما به‌ندرت و گاهی هرگز اعتقاداتی نداریم که یقینی باشند ولی نمی‌توانند نشان‌دهند که اعتقادات ما بدون معرفت چیزی می‌ارزد.
همانند آگاهی، ارائه یک تحلیل بدون متنازع برای یقین کار سختی‌است. یک دلیل این است که انواع مختلفی از یقین وجود دارند که به سادگی باهم اشتباه می‌شوند. دلیل دیگر تمام ارزش یقین است که به سختی قابل درک است. دلیل سوم آن‌است که دو بعد برای یقین وجود دارد: یک اعتقاد می‌تواند در یک لحظه یقینی باشد یا برای یک مدت طولانی.
نویسندهٔ بستان العارفین می‌گوید: ابلیس به خداوند گفت: ایوب از بهر مال دنیا و فرزندان، تو را اطاعت دارد. اگر مرا به وی بگماری، پدید کنم که از بهر این چیزها تو را می‌پرستد. آنگاه خداوند تعالی، ابلیس را بر مال و فرزندان وی گماشت – تا هلاکشان. ابلیس، چندان محبت به ایوب فرستاد، ایوب دل نگردانید و خشم نگرفت و از خدمت هیچ کم نکرد تا پدید آمد که: چه نیکو بنده‌ای بود که وی توبه‌گر بود.
ایوب، نمونه یقین کامل باورها و زندگی است.